# Cryptops brunneus
Cryptops brunneus är en mångfotingart som beskrevs av Chamberlin R. 1921. Cryptops brunneus ingår i släktet Cryptops och familjen Cryptopidae.
Artens utbredningsområde är Filippinerna. Inga underarter finns listade i Catalogue of Life.